# Cherserigone
Cherserigone là một chi nhện trong họ Linyphiidae.